# Valvasone
Valvasone (furlanisch Volesòn) ist ein Ort in Nordost-Italien in der Region Friaul-Julisch Venetien und war bis Ende 2014 Sitz der Verwaltung einer gleichnamigen Gemeinde. Diese wurde zum 1. Januar 2015 mit der Nachbargemeinde Arzene zur Gemeinde Valvasone Arzene zusammengelegt.

## Geografie
Valvasone liegt östlich der Provinzhauptstadt Pordenone und hatte als Gemeinde 4015 Einwohner (Stand: 30. April 2015). Die Gemeinde umfasste ein Gemeindegebiet von 28 km². Neben dem Hauptort Valvasone gehörten sieben weitere Ortschaften und Weiler zur Gemeinde: Casamatta, Ponte Tagliamento, Pozzo Dipinto, Torricella, Sassonia, Fornasini, Grava.

## Nachbargemeinden
Nachbargemeinden waren Arzene, Casarsa della Delizia, Codroipo, San Martino al Tagliamento, San Vito al Tagliamento und Sedegliano.